# Route Adélie de Vitré 2021
La Route Adélie de Vitré 2021, venticinquesima edizione della corsa, valevole come evento dell'UCI Europe Tour 2021 categoria 1.1 e della Coppa di Francia 2021, si svolse il 1º ottobre 2021 su un percorso di 197,8 km, con partenza e arrivo a Vitré, in Francia. La vittoria fu appannaggio dell'olandese Arvid de Kleijn, il quale completò il percorso in 4h44'23", alla media di 41,732 km/h, precedendo i francesi Emmanuel Morin e Jason Tesson. 
Sul traguardo di Vitré 78 ciclisti, su 135 partenti, portarono a termine la competizione.

## Squadre e corridori partecipanti
| N.    | Cod. | Squadra                  |
| ----- | ---- | ------------------------ |
| 1-7   | GFC  | Groupama-FDJ             |
| 11-17 | ACT  | AG2R Citroën Team        |
| 21-27 | COF  | Cofidis                  |
| 31-37 | IWG  | Intermarché-Wanty-Gobert |
| 41-47 | ARK  | Team Arkéa-Samsic        |
| 51-57 | APF  | Alpecin-Fenix            |
| 61-67 | TEN  | TotalEnergies            |
| 71-77 | RLY  | Rally Cycling            |
| 81-87 | SVB  | Sport Vlaanderen-Baloise |
| 91-97 | BBK  | B&B Hotels               |

| N.      | Cod. | Squadra                         |
| ------- | ---- | ------------------------------- |
| 101-107 | BBH  | Burgos-BH                       |
| 111-117 | DKO  | Delko                           |
| 121-127 | EKP  | Equipo Kern Pharma              |
| 131-135 | RIW  | Riwal Cycling Team              |
| 141-147 | NIP  | Team NIPPO-Provence-PTS Conti   |
| 151-157 | AUB  | St Michel-Auber 93              |
| 161-167 | EVO  | EvoPro Racing                   |
| 171-177 | XRL  | Xelliss-Roubaix Lille Métropole |
| 181-187 | CDF  | Antarte-Feirense                |
| 191-197 | RWA  | Ruanda                          |

## Ordine d'arrivo (Top 10)
| Pos. | Corridore       | Squadra     | Tempo    |
| ---- | --------------- | ----------- | -------- |
| 1    | Arvid de Kleijn | Rally       | 4h44'23" |
| 2    | Emmanuel Morin  | Cofidis     | a 2"     |
| 3    | Jason Tesson    | St Michel   | s.t.     |
| 4    | Elmar Reinders  | Riwal       | a 4"     |
| 5    | Biniam Girmay   | Intermarché | s.t.     |
| 6    | Ángel Fuentes   | Burgos      | s.t.     |
| 7    | Jens Reynders   | Sport Vlaa. | s.t.     |
| 8    | Axel Zingle     | Cofidis     | s.t.     |
| 9    | Cyril Barthe    | B&B Hotels  | s.t.     |
| 10   | Tobias Kongstad | Riwal       | s.t.     |